# 慈雲山（南）公共運輸交匯處

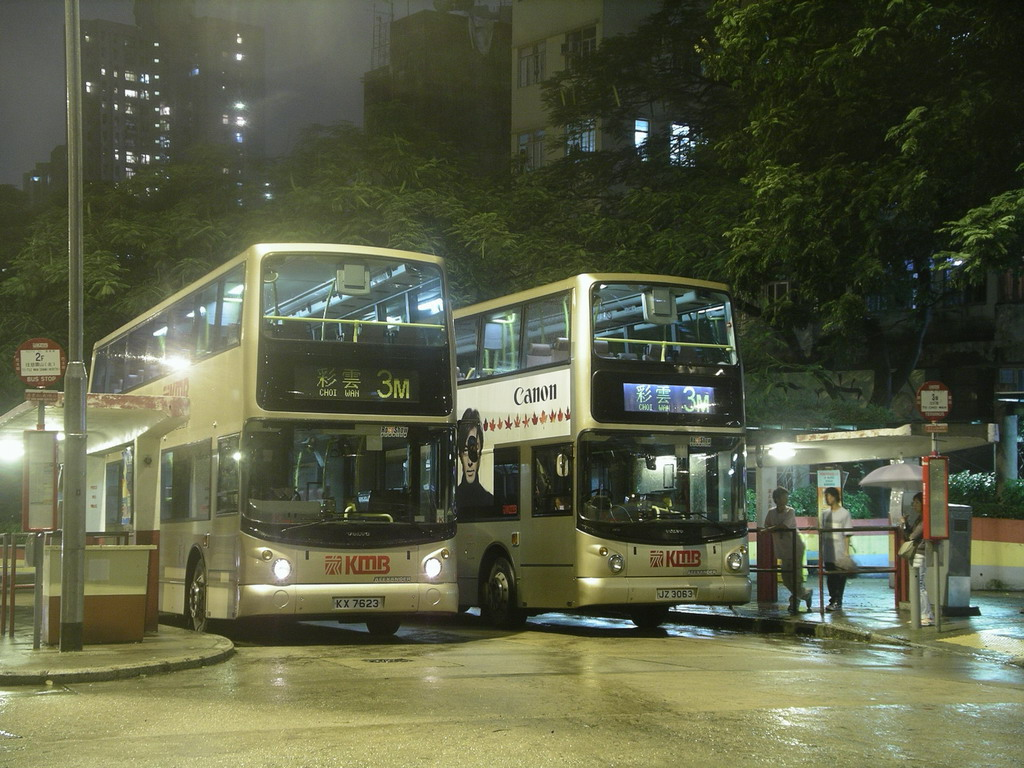
慈雲山（南）公共運輸交匯處夜景

慈雲山（南）公共運輸交匯處（英文：Tsz Wan Shan (South) Public Transport Interchange）位於九龍黃大仙區慈雲山蒲崗村道聖公會慈光堂白普理中心及慈雲山道休憩花園外，北面為慈康邨，南面為蒲崗村道公園，為一個露天坑狀公共運輸交匯處，現時有4條巴士路線以此為總站，另有2條巴士路線途經。

## 總站路線資料

### 九龍巴士3D線（特別班次）
- 慈雲山（南） ↔ 觀塘（裕民坊）

於1970年1月3日投入服務，途經富山邨、彩虹邨、啟業邨、九龍灣及牛頭角，此特別班次只於平日上午繁忙時間、清明節及重陽節期間提供服務。

### 九龍巴士3M線（特別班次）
- 彩雲 → 慈雲山（南）

於1979年12月16日投入服務，2017年4月29日配合3P線停辦新增此特別班次，途經富山邨、牛池灣及彩虹站，只於星期一至五上課日提供服務。

### 城巴E23線、E23A線
E23
- 慈雲山（南） ↔ 機場

於1998年7月6日投入服務，1999年4月25日經服務重組後縮短至由彩虹巴士總站開出，2009年1月5日延長至由此開出，途經新蒲崗、九龍城、馬頭圍、土瓜灣、紅磡、黃埔花園、佐敦、西九龍公路、青葵公路、東涌市中心及機場後勤區。
E23A
- 慈雲山（南） ↔ 機場

於2018年12月16日投入服務，途經新蒲崗、九龍城、馬頭圍、土瓜灣、紅磡、黃埔花園、佐敦、西九龍公路、青葵公路、東涌北、東涌市中心及機場後勤區。

## 途經路線資料

### 九龍巴士2F線
- 慈雲山（北） ↔ 長沙灣

於1968年3月30日投入服務，途經深水埗、石硤尾、九龍塘、樂富及黃大仙，只限往慈雲山（北）方向途經此總站。

### 九龍巴士3M線
- 慈雲山（北） ↔ 彩雲

於1979年12月16日配合地鐵伸延至尖沙咀站而投入服務，2005年8月22日總站由此遷往慈雲山（北），途經彩虹站、牛池灣及富山邨，只限往慈雲山（北）方向途經此總站。

## 車坑分佈
| 車坑分佈（以入口最左邊起計） | 車坑分佈（以入口最左邊起計） | 車坑分佈（以入口最左邊起計） |
| 車坑編號                     | 車坑寬度                     | 路線                         |
| ---------------------------- | ---------------------------- | ---------------------------- |
| 1                            | 雙坑                         | 九龍巴士3D（特別班次）線     |
| 2                            | 單坑                         | 九龍巴士2F、3M線             |
| 3                            | 單坑                         | 城巴E23、E23A線              |
| 4                            | 單坑                         | 公共車道                     |

## 事件

### 2011年慈雲山巴士縱火案
2011年中秋節凌晨，一羣童黨縱火焚燒一輛停泊在此總站的富豪超級奧林比安巴士（車牌KD4129），其他停泊在旁的巴士亦受波及，事發後有懷疑涉案少年把案發時的照片上傳至Facebook，及後經過警方調查，拘捕五名年約十三至十四歲的青少年。事件中，九巴有3部巴士（車牌KD4129、HE8161及JP5720）受影響，其中2部（車牌KD4129及HE8161）被嚴重焚毁並須提早退役，此總站亦須進行維修工程至同年10月。

## 外部連結
- 九巴 （页面存档备份，存于）
- 慈雲山（南）公共運輸交匯處 （页面存档备份，存于），城巴／新巴
- 香港巴士大典：2011年慈雲山 (南) 總站火災 （页面存档备份，存于）